# Крижан-Билек, Дьюлан
Дьюлан Крижан-Билек (венг. Krizsán-Bilek Gyuláné; 24 января 1938) — венгерская шахматистка, международный мастер среди женщин (1965).

## Биография
С конца 1950-х до 1960-х годов была одной из ведущих шахматисток Венгрии. Шесть раз входила в число лауреатов на чемпионатах Венгрии по шахматам среди женщин, где завоевала золото (1958), серебро (1961) и четыре бронзы (1955, 1959, 1965, 1966).
Представляла сборную Венгрии на шахматных олимпиадах, в которых участвовала три раза (1963—1966, 1972). В командном зачете завоевала бронзовою медаль в 1972 году, а в индивидуальном зачете завоевала серебряную медаль в 1966 году.
В 1970-е и 1980-е годы успешно выступала в соревнованиях по переписке. В составе женской сборной Венгрии участвовала во Второй олимпиаде ИКЧФ по переписке среди женщин (1980—1982).

## Личная жизнь
Была замужем за венгерским шахматным гроссмейстером Иштваном Билеком (1932—2010).